# Nancy Pfotenhauer
Nancy Pfotenhauer, früher Nancy Mitchell, geborene Nancy Wadley (* 1964) ist eine US-amerikanische Lobbyistin. Pfotenhauer wurde bekannt als Vizepräsidentin des Wirtschaftsverbandes Citizens for a Sound Economy und Präsidentin des Independent Women's Forum (IWF). Im Jahr 2008 gehörte sie dem Beraterstab des US-Präsidentschaftsbewerbers John McCain an.

## Leben und Arbeit
Um 1980 begann Nancy Mitchell Wirtschaftswissenschaften an der George Mason University zu studieren, die sie mit einem Master-Abschluss verließ. Während ihres Studiums arbeitete Pfotenhauer als Forschungsassistentin für Walter Williams.
1987 erhielt sie eine Anstellung als Wirtschaftsberaterin beim Republican National Committee. 1988 wurde sie zur Chef-Ökonomin dieses Gremiums der Republikanischen Partei berufen. Für das Wahlkampfteam des damaligen Präsidentschaftskandidaten George H. W. Bush steuerte Mitchell Expertisen für die Federal Trade Commission und die Interstate Commerce Commission bei. Während das erste Gremium sich mit Handelsfragen der Bundesregierung in Washington befasste, widmete die letztere sich dem Handel zwischen den einzelnen US-Bundesstaaten untereinander. In der Regierung Bush (1988–1992) gehörte Pfotenhauer dem von Vizepräsident Dan Quayle gegründeten Council for Competitiveness an, einem Gremium, das Vorschläge zur Steigerung der ökonomischen Wettbewerbsfähigkeit der Vereinigten Staaten erarbeiten sollte, dem häufig aber auch vorgeworfen wurde, im Grunde nichts anderes zu sein als ein Werkzeug zum Kampf für die Industrie und gegen den Umweltschutz. 1990 arbeitete Pfotenhauer für den Senator William L. Armstrong.
Nach dem Wahlsieg der Demokraten von 1992 übernahm Mitchell den Vorsitz des Verbandes Citizens for a Sound Economy, einer von Koch Industries, einem der größten Unternehmen der petrochemischen Industrie in den Vereinigten Staaten, das auch Mitchells Studium mitfinanziert hatte, ins Leben gerufenen Organisation mit dem Ziel, zur „Gesundung der Wirtschaft“ beizutragen. Von 1996 bis 2001 fungierte Mitchell als Spitzenlobbyistin für die Firma Koch Industries. 2001 ließ Mitchell sich von ihrem ersten Ehemann, Daniel Mitchell, der als Wirtschaftsberater für die Heritage Foundation tätig war, scheiden. Im selben Jahr heiratete sie Kurt Pfotenhauer, den Stabschef von US-Senator Gordon H. Smith. 
Zu dieser Zeit übernahm Mitchell/Pfotenhauer auch die Präsidentschaft für das Independent Women's Forum (IWF), eine von Koch Industries ins Leben gerufenen Interessenvertretung. 2002 wurde Pfotenhauer vom damaligen Justizminister John Ashcroft in das National Committee on Violence Against Women berufen, einen Beraterstab, der sich mit der Frage der Gewalt gegen Frauen und den Möglichkeiten, dieser beizukommen, befasst. 2003 übernahm Pfotenhauer die Präsidentschaft des Interessenverbandes Americans for Prosperity.
2007 wurde Pfotenhauer in das Wahlkampfteam des Senators von Arizona, John McCain, berufen, der sich zu dieser Zeit um die Nominierung als Kandidat der Republikanischen Partei für das amerikanische Präsidentschaftsamt bewarb. In den folgenden Monaten unterstützte Pfotenhauer McCain im parteiinternen Vorwahlkampf. Nachdem McCain sich im März 2008 gegen seine Mitbewerber um die Nominierung als Präsidentschaftskandidat der Republikanischen Partei durchsetzen konnte, beteiligte sich Pfotenhauer am Wahlkampf der Republikaner gegen die Demokratische Partei um ihren Kandidaten Barack Obama. Pfotenhauer nahm dabei vor allem Aufgaben als Beraterin im Stab von McCain ein, außerdem agierte sie öffentlich als Sprecherin der McCain-Kampagne, insbesondere in Fragen der Energiepolitik. Zu diesem Zweck trat sie regelmäßig als Vertreterin des republikanischen Standpunktes in Fernsehsendungen wie The Situation Room oder Larry King Live auf. In dieser Rolle fiel Pfotenhauer vor allem durch die energische Parteinahme für das Bohren nach Öl vor der amerikanischen Küste (offshore oil drilling) auf.
Aufgrund der von ihren Kritikern als willkürlich angesehenen Art und Weise, mit der Pfotenhauer zugunsten der Interessen der von ihr unterstützten McCain-Kampagne argumentierte, galt sie als eine der umstrittensten Figuren des amerikanischen Präsidentschaftswahlkampfes. So beschimpfte die pro-demokratische Watchdog-Website The Wonk Room Pfotenhauer beispielsweise als „McCain's dirty Energy spokeswoman“. Der Fernsehkomiker Jon Stewart wiederum hielt Pfotenhauer in einem Beitrag für seine satirische Nachrichtensendung The Daily Show vor, dass sie bei der Bewertung politischer Vorgänge im Rahmen ihrer Auftritte in Nachrichtensendungen einen schamlosen Doppelstandard praktiziere. Zur Untermauerung dieses Vorwurfes führte er eine Reihe von Clips mit Ausschnitte von Interviews von Pfotenhauer in verschiedenen Politsendungen vor, in denen sie identische Situationen mit einander diametral entgegengesetzten Aussagen kommentierte: Einerseits antwortete sie in einem Ausschnitt vom Frühsommer 2008, in dem sie gefragt wurde, wie sie zu Angriffen auf die Demokratin Hillary Clinton stehe, dass es nicht angehen könne, dass eine Frau sich in der Politik der „Opferkarte“ bediene und dass Frauen nicht verlangen dürften, in der politischen Arena anders angegangen zu werden als Männer. In einem zweiten Einspieler, der ihre Reaktion zu ähnlichen Angriffen auf die Republikanerin Sarah Palin einfing, monierte Pfotenhauer hingegen, dass sie es von einem „weiblichen Standpunkt“ als unerträglich ansehen würde, mit einer Frau auf derartige Weise umzuspringen.
Für Aufsehen und Kritik sorgte Pfotenhauer erneut im Oktober 2008, als sie die südlichen Teile des US-Bundesstaats Virginia als „das wirkliche Virginia“ bezeichnete und damit implizit die – von den Demokraten dominierten – nördlichen Gebiete des Staates als unamerikanisch brandmarkte.